# Тиран-малюк жовтогрудий
Тиран-малюк жовтогрудий (Zimmerius chicomendesi) — вид горобцеподібних птахів родини тиранових (Tyrannidae). Ендемік Бразилії. Описаний у 2013 році. Вид названий на честь бразильського громадського діяча Чіко Мендеса.

## Опис
Довжина птаха становить 10 см, вага 5,5 г. Верхня частина тіла рівномірно оливково-зелена. Обличчя, груди, горло і боки зеленуваті з жовтуватим відтінком, живіт і гузка світло-жовті. Крила чорнуваті з зеленуватим відтінком, края крил жовті.

## Поширення і екологія
Жовтогруді тирани-малюки поширені в бразильській Амазонії, на південному сході штату Амазонас, в межиріччі річок Мадейри і Аріпуана. Можливо, також зустрічаються на північному сході Рондонії та на північному заході Мату-Гросу. Вони живуть у вологих рівнинних тропічних лісах і чагарникових заростях. Живляться плодами, зокрема омелою Oryctanthus alveolatus.

## Збереження
МСОП класифікує стан збереження цього виду як близький до загрозливого. Жовтогрудим тиранам-малюкам загрожує знищення природного середовища.